# Celama argentea
Celama argentea är en fjärilsart som beskrevs av Lucas 1890. Celama argentea ingår i släktet Celama och familjen trågspinnare. Inga underarter finns listade i Catalogue of Life.